# Outwitting Dad
Outwitting Dad è un film del 1914 diretto da Arthur Hotaling. Prodotto dalla Lubin Manufacturing Company, il cortometraggio rappresenta il debutto cinematografico dell'attore Oliver Hardy. Fu distribuito negli Stati Uniti dalla General Film Company il 21 aprile 1914.

## Trama
L'amante di Lena Gross, Bob Kemp, viene gettato in un mucchio di sabbia dal padre della ragazza per aver osato chiederle la mano. Convinto del fatto che sposerà Lena, Bob veste suo fratello maggiore, Reggie, come un cattivo del west, poi comunica i suoi piani a Lena. Il signor Gross viene inseguito in una stalla e i ragazzi sparano a salve sulla porta finché l'uomo, credendo che la sua vita sia in pericolo, dà il suo consenso al matrimonio. Così, mentre Reggie è di guardia alla porta della stalla, Bob si precipita dal pastore e sposa Lena. Dopo che Reggie, esausto, si addormenta, il signor Gross esce di soppiatto e scopre di essere stato ingannato, così dà una lezione a Reggie e inizia a cercare Bob. Quando la giovane coppia ritorna dalla chiesa, il signor Gross vuole uccidere Bob, ma le suppliche di Lena alla fine lo convincono a desistere e i due ragazzi ricevono la sua benedizione.

## Distribuzione
Distribuito dalla General Film Company, il film - un cortometraggio di una decina di minuti - uscì nelle sale cinematografiche statunitensi il 21 aprile 1914. Nelle proiezioni, veniva programmato con il sistema dello split reel, accorpato in un'unica bobina con un altro cortometraggio prodotto dalla Lubin, la comica The Rube's Duck.